# Rumans
Rumans d'Isèra (nom occità) (en occità antic: Romans; en francès: Romans-sur-Isère) és un municipi occità (i francès), situat al departament de la Droma i a la regió d'Alvèrnia-Roine-Alps, enfront del riu Isèra i de la ciutat del Borg dau Peatge. L'any 1999 tenia 32.667 habitants.

## Personatges famosos
- Humbert de Romans, mestre general de l'Orde de Predicadors des del 1254 fins al 1263.